# Marcovăț
Marcovăț (în sârbă Марковац, cu alfabetul latin: Markovac, în maghiară Márktelke) este o localitate în Districtul Banatul de Sud, Voivodina, Serbia. Administrativ face parte din municipalitatea Vârșeț și are o populație de 329 locuitori (2002), majoritatea fiind de etnie română.

## Galerie de imagini

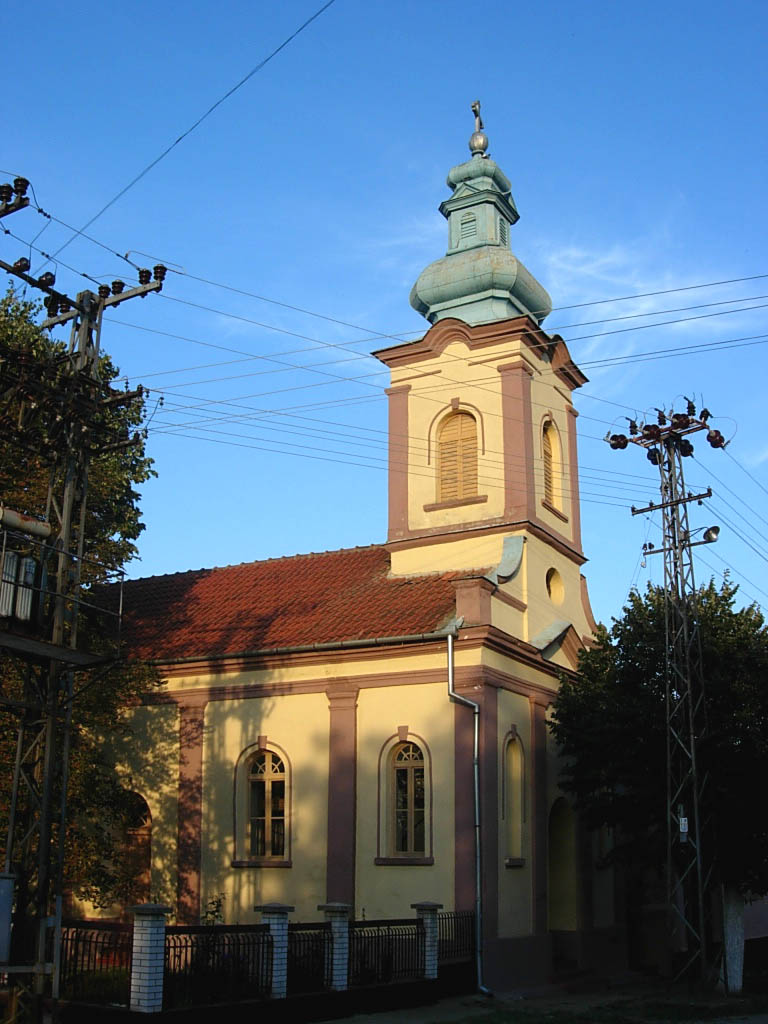
Biserica română unită (greco-catolică)

1. ↑  , Republicki geodetski zavod[*] http://web.archive.org/web/20160530172604/http://www.rgz.gov.rs/upload/web/Spisak%20KO-20150521.zip, arhivat din original la 30 mai 2016 Lipsește sau este vid: |title= (ajutor)